# Сен-Морис-о-Форж
Сен-Мори́с-о-Форж (фр. Saint-Maurice-aux-Forges) — коммуна во французском департаменте Мёрт и Мозель региона Лотарингия. Относится к  кантону Бадонвиллер.	

## География
Сен-Морис-о-Форж расположен в 55 км к юго-востоку от Нанси. Соседние коммуны: Ансервиллер на севере, Нёвиллер-ле-Бадонвиллер на востоке, Бадонвиллер на юго-востоке, Ваквиль на юго-западе, Монтиньи на северо-западе.

## История
- На территории коммуны находятся следы галло-романской культуры.

## Демография
Население коммуны на 2010 год составляло 88 человек.
| 1962 | 1968 | 1975 | 1982 | 1990 | 1999 | 2010 |
| ---- | ---- | ---- | ---- | ---- | ---- | ---- |
| 104  | 93   | 71   | 74   | 72   | 68   | 88   |

## Достопримечательности

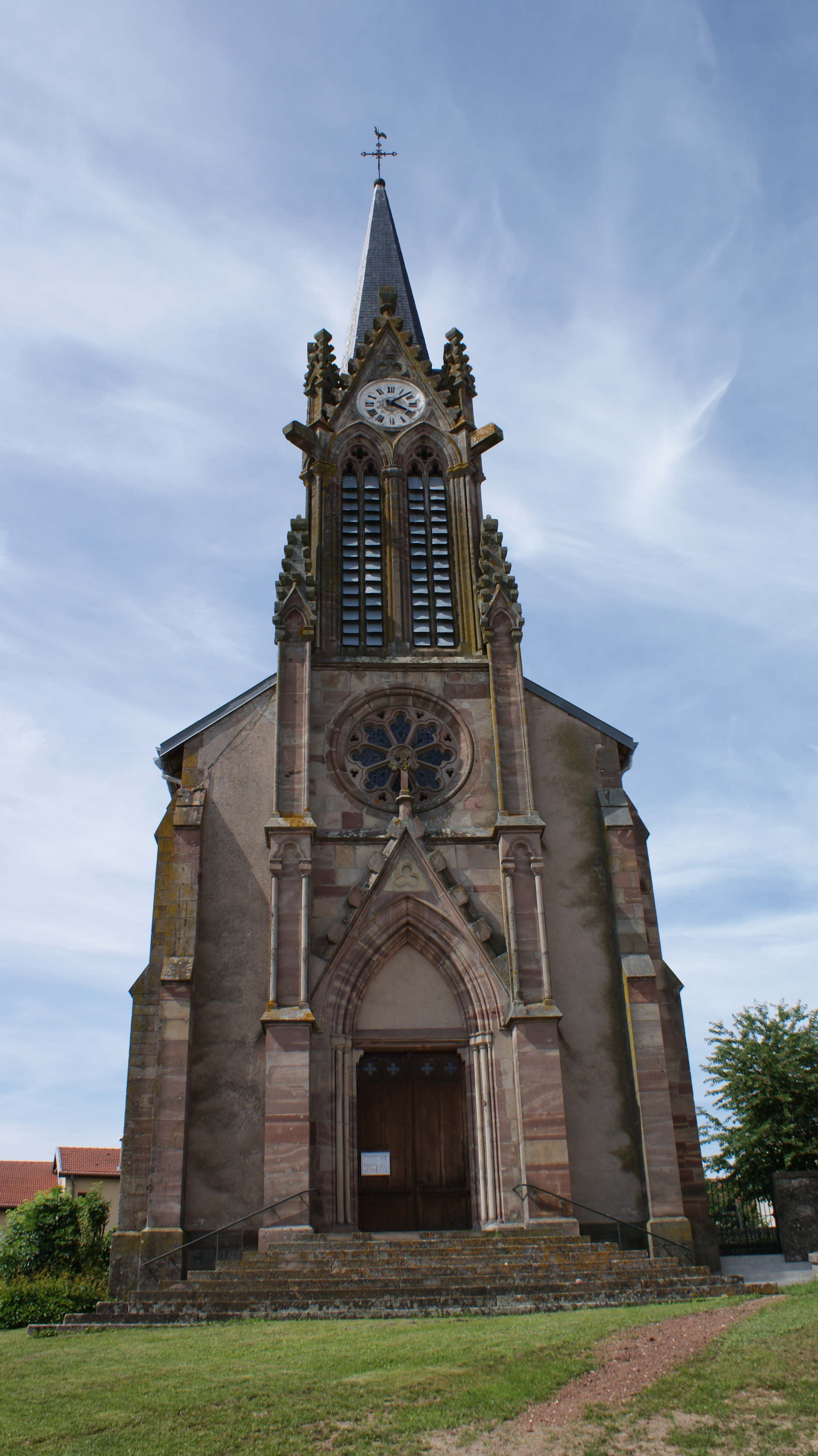
Церковь в Сен-Морис-о-Форж.

- Церковь XIX века.